# Ladd Peak

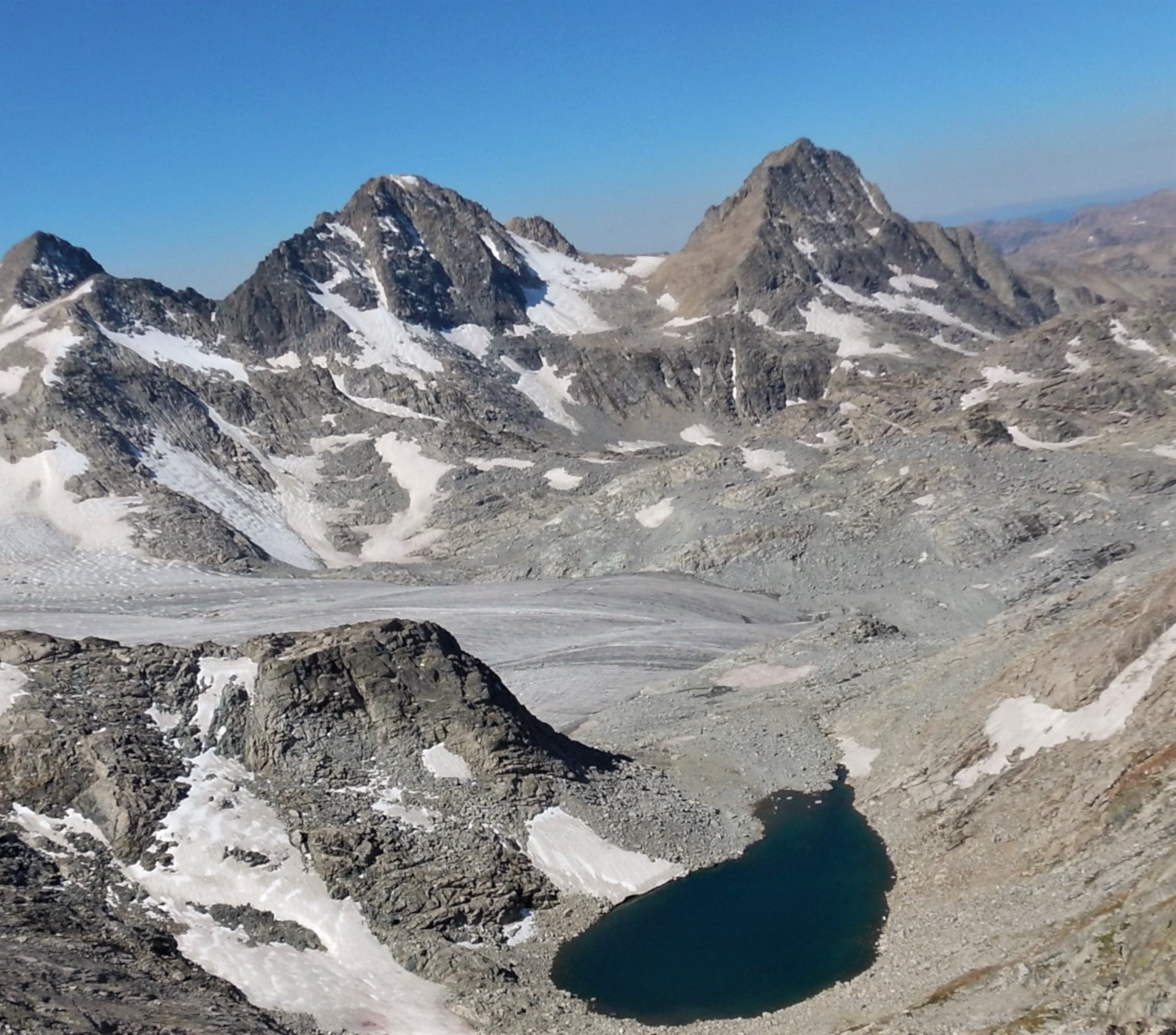
Mount Whitecap (links) und Ladd Peak (rechts) über dem Mammoth Glacier

Der Ladd Peak ist ein 3949 m hoher Berg in der Wind River Range im Westen des US-Bundesstaates Wyoming. Der Berg liegt rund fünf Kilometer westlich der kontinentalen Wasserscheide am Hauptkamm der Gebirgskette, rund 3,5 Kilometer südwestlich des höchsten Berges in Wyoming, des Gannett Peak. Östlich des Berges erstreckt sich der Mammoth Glacier, der zu den flächenmäßig größten Gletschern der Rocky Mountains zählt. Der Ladd Peak bildet das Ende eines von den Twin Peaks über Split Mountain, Baby Glacier Peak und Mount Whitecap nach Nordwesten verlaufenden Gebirgsgrates und fällt nach Westen nahezu senkrecht rund 1100 m in das Tal des Green River ab, der wenige Kilometer südöstlich an der Westflanke der Twin Peaks entspringt. Die Gegend um den Ladd Peak ist vollständig als Wildnis-Schutzgebiet ausgewiesen – der Berg liegt innerhalb der Grenzen der Bridger Wilderness des Bridger-Teton National Forest, wenige Kilometer westlich der Fitzpatrick Wilderness des Shoshone National Forest. Die Erstbesteigung des Berges erfolgte im Jahr 1921 durch Evans Clark, Freida Kirchway, Dr. William S. Ladd und Adolf Schultz. 1974 gelang Stan Hilbert und Bill March die Erstbegehung der North Couloir.

## Belege
1. 1 2  Ladd Peak - Peakbagger.com. Abgerufen am 21. Mai 2024.
2. ↑  Joe Kelsey: Climbing and Hiking in the Wind River Mountains. Hrsg.: Rowman & Littlefield. 2013, ISBN 978-1-4930-0135-4, S. 164, 421.